# Martin Senff

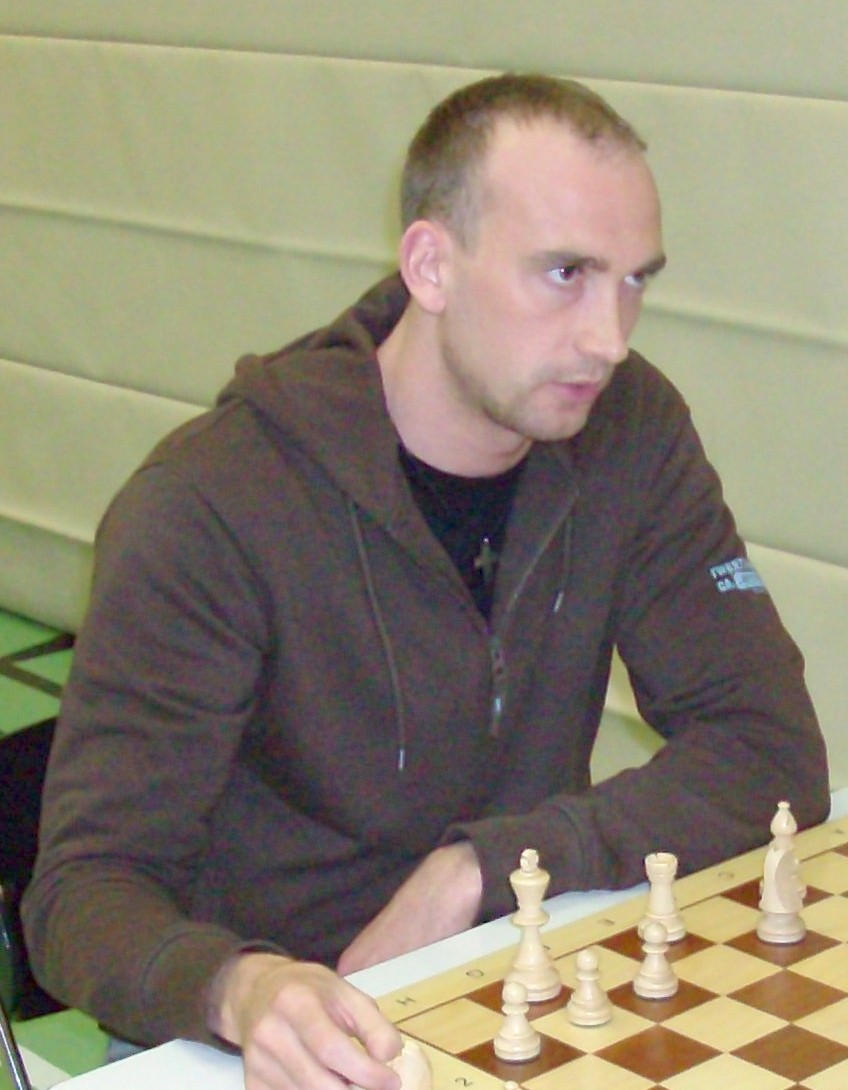
Martin Senff

Martin Senff (17 juni 1980) is een Duitse schaker en trainer. Hij is, sinds oktober 2000, Internationaal Meester (IM). 
Hij heeft een A-trainerlicentie en begeleidt meerdere junioren bij internationale toernooien. Hij traint jeugdgroepen van enkele schaakverenigingen en is betrokken bij de trainersopleiding van de schaakbond Noordrijn-Westfalen. 
Martin Senff studeerde bedrijfskundige informatica aan de Universiteit van Trier. Sinds oktober 2013 studeert hij medicijnen aan de Universiteit van Saarland in Homburg. 

## Resultaten
In augustus 1992, bij de Duitse kampioenschappen in de categorie tot 15 jaar, gehouden in Bochum, werd hij, met 6.5 pt. uit 9, tweede na Alexander Naumann. Bij de wereldkampioenschappen voor jeugd tot 12 jaar in 1992 in Duisburg werd hij 24e met 6 pt. uit 11. Sinds oktober 2000 is hij Internationaal Meester (IM). De laatste norm hiervoor vervulde hij in 2000 in de categorie van het Wereldkampioenschap voor junioren in Jerevan. 
Hij werd tweede bij het Open Kampioenschap van Arnhem in 2003, met hetzelfde puntenaantal als de Duitse winnaar Martin Alexander Becker. Van 25 juli t/m 4 augustus 2005 speelde Martin Senff in Dieren mee in het toernooi om het Open Kampioenschap van Nederland en werd met 6.5 punt gedeelde derde; Maksim Toerov werd eerste met 7.5 punt. In 2005 won hij met 7.5 pt. uit 9 het Liechtenstein Open in Triesen, waardoor hij een grootmeesternorm behaalde. In 2006 won hij het open toernooi van Binissalem. 
De FIDE categoriseert hem als 'inactief' omdat hij sinds de bondscompetitie van 2008/09 geen partij heeft gespeeld die kan bijdragen aan Elo-rankings. 

## Resultaten met teams
Met het team van Noordrijn-Westfalen won hij in 1993 in Bad Schmiedeberg het jeugdkampioenschap voor Duitse deelstaten. Met SG Bochum 31 werd hij in 1994 in Bonn en in 1997 in Maagdenburg Duits kampioen in de categorie teams met spelers tot 20 jaar. Bij het Europese toernooi voor clubteams, in 1996 gehouden in Schotland, werd de Deutsche Schachjugend (Huber, Armbruster, Senff, Wyrwisch, Voigt) eerste in de finale van de B-groep.

## Verenigingen
Zijn oorspronkelijke schaakvereniging is SV Meschede. Via SG Bochum 31, waarbij hij in seizoen 1997/98 voor het eerst in de Duitse bondscompetitie speelde, kwam hij in 2001 terecht bij Sportfreunden Katernberg, waarmee hij gedurende de seizoenen 2003/04 t/m 2008/09 in de eerste klasse speelde. Inmiddels speelt hij weer bij SV Meschede. In Frankrijk speelt hij voor de vereniging Metz Fischer, ook speelde hij in de Belgische bondscompetitie.  